# Csuszka-fahágó
A csuszka-fahágó (Sittasomus griseicapillus) a madarak (Aves) osztályának verébalakúak (Passeriformes) rendjébe, valamint a fazekasmadár-félék (Furnariidae) családjába és a fahágóformák (Dendrocolaptinae) alcsaládjába tartozó Sittasomus nem egyetlen faja.

## Rendszerezése
A fajt Louis Pierre Vieillot francia ornitológus írta le 1818-ban, a Dendrocopus nembe  Dendrocopus griseicapillus néven, innen helyezték jelenlegi nemébe.

## Alfajai
- Sittasomus griseicapillus aequatorialis Ridgway, 1891 vagy Sittasomus aequatorialis
- Sittasomus griseicapillus amazonus Lafresnaye, 1850 vagy Sittasomus amazonus
- Sittasomus griseicapillus axillaris Zimmer, 1934
- Sittasomus griseicapillus enochrus Wetmore, 1970
- Sittasomus griseicapillus gracileus Bangs & J. L. Peters, 1928
- Sittasomus griseicapillus griseicapillus (Vieillot, 1818)
- Sittasomus griseicapillus griseus Jardine, 1847 vagy Sittasomus griseus
- Sittasomus griseicapillus harrisoni Sutton, 1955
- Sittasomus griseicapillus jaliscensis Nelson, 1900
- Sittasomus griseicapillus levis Bangs, 1902
- Sittasomus griseicapillus olivaceus Wied-Neuwied, 1831
- Sittasomus griseicapillus perijanus Phelps & Gilliard, 1940
- Sittasomus griseicapillus reiseri Hellmayr, 1917 vagy Sittasomus reiseri
- Sittasomus griseicapillus sylviellus (Temminck, 1821) vagy Sittasomus sylviellus
- Sittasomus griseicapillus sylvioides Lafresnaye, 1850
- Sittasomus griseicapillus tachirensis W. H. Phelps & W. H. Phelps Jr, 1956
- Sittasomus griseicapillus transitivus Pinto & Camargo, 1948
- Sittasomus griseicapillus veraguensis Aldrich, 1937
- Sittasomus griseicapillus viridior Todd, 1948
- Sittasomus griseicapillus viridis Carriker, 1936[2]

## Előfordulása
Mexikó, Trinidad és Tobago, Belize, Costa Rica, Guatemala, Honduras, Nicaragua, Salvador, Panama, Argentína, Bolívia, Brazília, Ecuador, Francia Guyana, Guyana, Kolumbia, Paraguay, Peru, Suriname, Uruguay és Venezuela területén honos.
Természetes élőhelyei a szubtrópusi és trópusi síkvidéki és hegyi esőerdők, mocsári erdők és cserjések, valamint ültetvények. Állandó, nem vonuló faj.

## Megjelenése
Testhossza 20 centiméter, testtömege 13-19 gramm.
|  |

## Életmódja
Főleg ízeltlábúakkal táplálkozik, de növényi anyagokat is fogyaszt.

## Természetvédelmi helyzete
Az elterjedési területe rendkívül nagy, egyedszáma ugyan csökken, de még nem éri el a kritikus szintet. A Természetvédelmi Világszövetség Vörös listáján nem fenyegetett fajként szerepel.